# Isaías Sávio
Isaías Sávio (* 1. Oktober 1900 in Montevideo, Uruguay; † 12. Januar 1977 in São Paulo) war ein brasilianischer Gitarrist, Musikpädagoge und Komponist.

## Leben
Sávio hatte den ersten Gitarrenunterricht bei Luis Alba und wurde elfjährig Schüler von Conrado Koch. Seine erste Komposition Caixinha de Música entstand 1912. In diesem Jahr erlebte er im Teatro Solís einen Auftritt des Gitarristen Agustín Barrios, der sein Freund wurde. Drei Jahre später gab er selbst sein erstes Konzert mit Werken von Fernando Sor, Antonio Jiménez Manjón und eigenen Kompositionen.
1918 lernte Sávio Miguel Llobet bei einer von dessen Südamerikatourneen kennen, 1921 Andrés Segovia. Beide regten ihn zu eigenen Ideen der Technik des Gitarrespiels und der Interpretation an. Zwischen 1924 und 1930 lebte er in Argentinien und unternahm von hier aus Konzerttourneen. In dieser Zeit entstanden auch einige seiner bedeutendsten Werke. Bei einer Konzertreise durch Brasilien trat er 1931 in Porto Alegre, São Paulo und Belo Horizonte auf. 1933 wurde Luiz Bonfá sein Schüler, der seinerseits der Gitarrenlehrer von Antonio Rebello, dem Großvater von Eduardo und Sérgio Abreu wurde.
Ab 1941 lebte Sávio in São Paulo. Dort gelang es ihm, am Conservatório Dramático e Musical einen Gitarrenkurs zu installieren. Seine ersten Schüler waren Julieta Corrêa Antunes und Manoel São Marcos. 1948 nahm er für Ronoel Simões privat Lieder von diesem, von Francisco Tárrega und Waldemar Henrique auf. 1951 gehörte er zu den Gründern der  Associação Cultural de Violão de São Paulo. Seine letzten privaten Aufnahmen spielte er 1953 in einer Trioformation mit Ronoel Simões und José Lansac und in Quartett mit Simões, Lansac und Guilherme Nascimento ein. Sein letztes großes Konzert gab Sávio 1954 in Porto Alegre.
Danach widmete er sich vorrangig der Lehrtätigkeit und der Komposition. Sein Gitarrenkurs am Conservatório Dramático e Musical erhielt 1960 als ein historischer Präzedenzfall für das Instrument in Brasilien die offizielle staatliche Anerkennung. Er selbst wurde 1963 brasilianischer Staatsbürger. Unter seinen Schülern finden sich Gitarristen wie Paulo Porto Alegre, Paulo Bellinati, Marco Pereira, Toquinho, Carlos Barbosa-Lima, Henrique Pinto, Antonio Guedes, Turibio Holy, und Manoel São Marcos.
Neben 115 Originalwerken komponierte Sávio mehr als 300 Transkriptionen von Werken für die Gitarre. Seine Kompositionen wurden u. a. von Sharon Isbin, Carlos Barbosa-Lima, Yone Ferreira, Maurício Orosco, Narcisso Yepes, Gerald García und Kazuhito Yamashita aufgenommen. Unter anderem widmeten ihm die Komponisten Francisco Mignone, Theodoro Nogueira, Guido Santórsola und Osvaldo Lacerda. 1977 starb Sávio in São Paulo an Krebs.